# کوتاه‌سیما
کوتاه‌سیما(نام علمی: Brachyprosopus) نام یک سرده از رده هم‌کمانان است.